# Syncephalis obliqua
Syncephalis obliqua är en svampart som beskrevs av H.M. Ho & Benny 2008. Syncephalis obliqua ingår i släktet Syncephalis och familjen Piptocephalidaceae.   Inga underarter finns listade i Catalogue of Life.